# 줄리 크리스티
줄리 크리스티(Julie Christie, 1941년 4월 14일 ~ )는 잉글랜드의 배우이다.

## 출연 작품
- 달링 (Darling) - 1966년 4월 제38회 아카데미 여우주연상 수상
- 닥터 지바고 (Doctor Zhivago) - 여주인공 라라 (Lara) 역할
- 뉴욕 아이 러브 유

- 트로이